# Ocean One

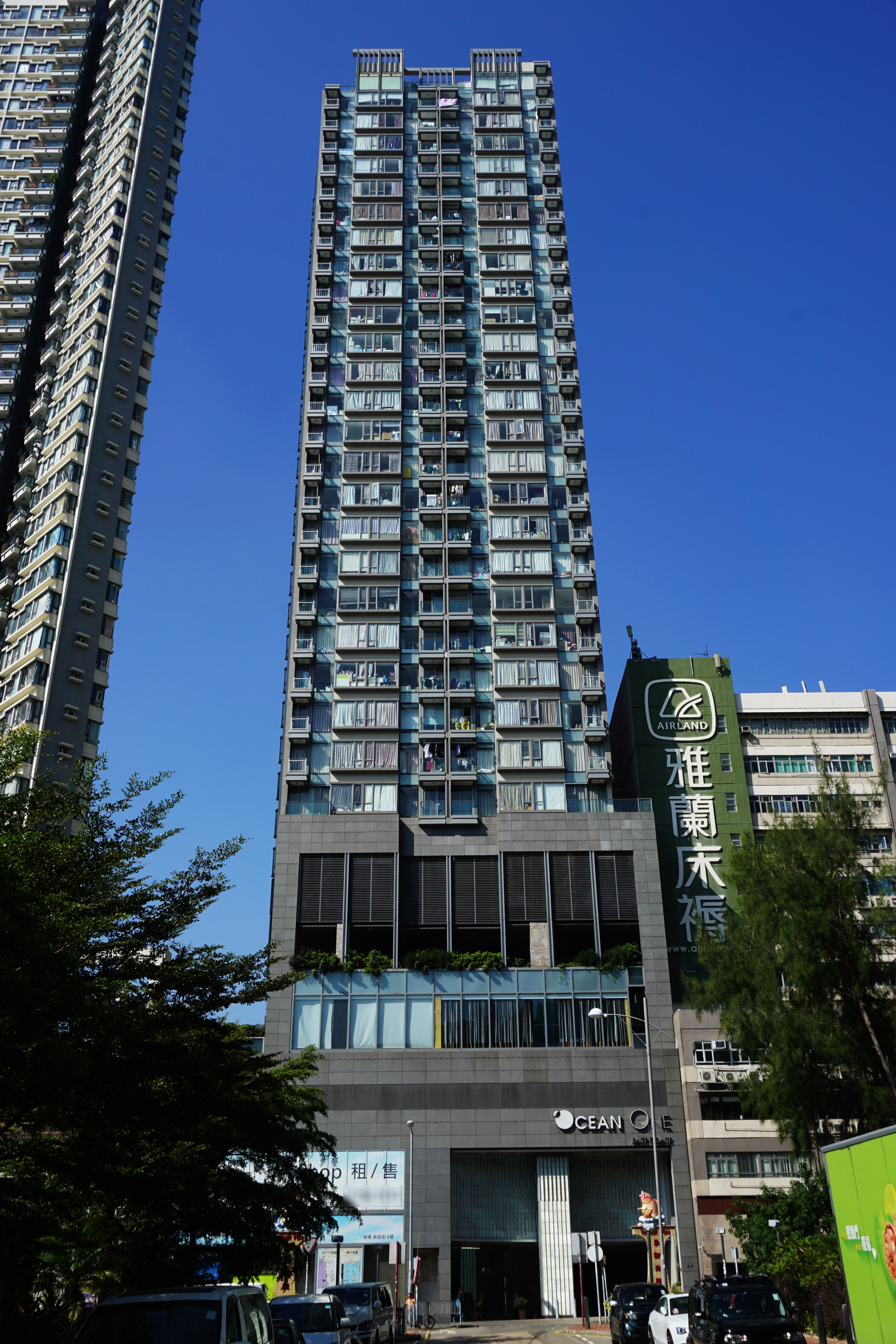
Ocean One

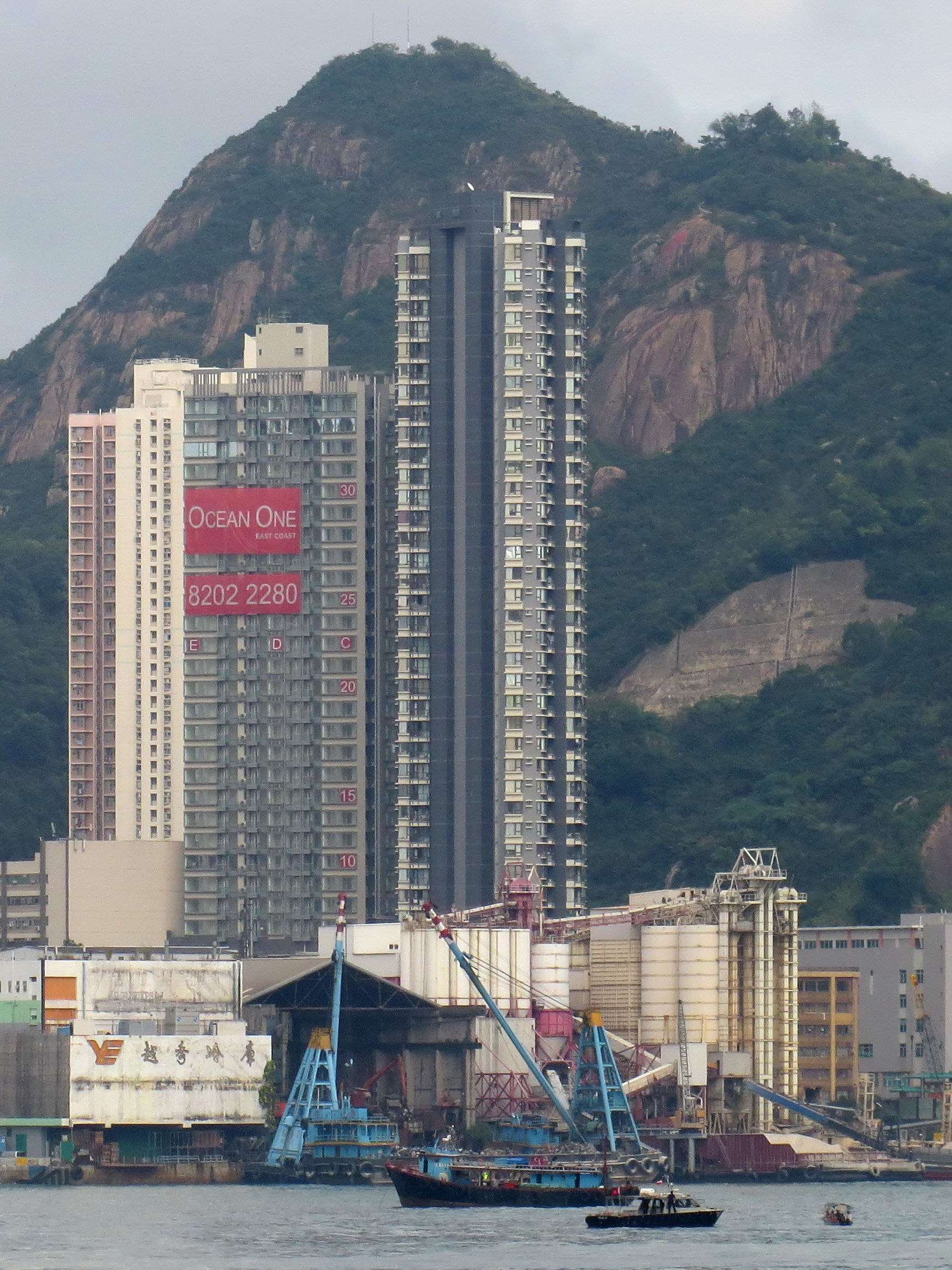
「Ocean One」（中）及鯉灣天下（右），後方為炮台山。

Ocean One，位於香港油塘崇信街6號，為九龍東的單幢住宅物業，於2013年2月落成，實際樓高共31層（不設4、13、14、24、34樓），發展商為麗新集團，由許李嚴設計，項目提供124伙，單位建築面積由682方呎至1,507方呎，樓底高10呎10吋，35樓單位更高達12呎2吋。。第一日開售當天剛巧遇上梁振英政府宣佈推出打壓樓市的辣招，樓盤幾經減價推銷下，至2014年5月方全數沽清，一手實用呎價平均大約港幣1萬3千元。

## 設施
建築基座樓高6層，3樓設住客會所，主要設施包括戶外泳池、健身室、鋼琴室、麻雀房和宴會廳，5樓為園藝花園。基座設有商舖，但一直空置。到2018年2月開設音樂表演場所This Town Needs。

## 爭議

### 示範單位偷拍案
一名任職於麗新集團物業部的李姓經理，於2013年12月承認過去6個月內，曾在物業的示範單位內偷拍客人如廁，受影響人士包括63名男女。（案件編號：KTCC 5946/2013）

### 違反銷售條例
2013至2014年間， Ocean One在各大報章及其售樓說明書中刊登的廣告及資料寫到「九折發售」，但沒列明附加條件，被指不符《一手住宅物業銷售條例》，案件在2016年10月5日被裁定表證成立。

## 知名住客
- 黃心美、黃心穎[10][11]
- 李靜儀

## 外部連結
- 官方網頁